# Chlorované parafíny s krátkým řetězcem
Chlorované parafíny s krátkým řetězcem (SCCPs z anglického short chain chlorinated paraffins) jsou chlorované organické sloučeniny, které vznikají jednoduchou reakcí plynného chlóru s alifatickými uhlovodíky. Chlorované parafíny s krátkým řetězcem (SCCPs) obsahují 10 až 13 atomů uhlíku (C10-C13).

## Vlastnosti
Chlorované parafíny jsou velmi stabilní s vysokým potenciálem akumulace v biologických tkáních. Vzhledem k výrobnímu postupu jsou komplexní směsi látek, které se odlišují délkou uhlíkového řetězce i stupněm chlorace, což komplikuje jejich stadium.
Za běžných podmínek se jedná o nažloutlé, polotuhé a olejovité tekutiny mírného zápachu. Zpravidla tuhnou při teplotách pod 35 °C
a teplota varu bývá vyšší než 200 °C. Během varu dochází k jejich rozkladu a k uvolňování plynného chlorovodíku.

## Použití
SCCPs se využívají například jako složky průmyslových řezných olejů v metalurgii, jako zpomalovače hoření nebo jako aditiva při výrobě gumy, nátěrových a těsnicích hmot. SCCPs byly také používány jako náhrada polychlorovaných bifenylů (PCB) poté, co došlo k restrikcím jejich používání.

## Ekologická rizika
U SCCP je podezření na karcinogenní účinky, jsou vysoce toxické pro vodní organismy a mohou vyvolat dlouhodobé nepříznivé
účinky ve vodním prostředí. Přesto byly objeveny v tělech mnoha vodních organismů, např. měkkýšů, ryb, tuleňů nebo velryb, ale také v tělech králíků nebo dravých ptáků. Pronikají i do lidského těla a mohou se v něm hromadit. Mohou negativně působit na vývoj žab a mohou tak významně přispívat k celosvětovému snižování populací obojživelníků.

## Regulace
Pro své nebezpečné vlastnosti byly Evropskou agenturu pro chemické látky zařazeny mezi prvních 7 prioritních látek vzbuzujících mimořádné obavy, které se mají podrobit procesu autorizace podle směrnice REACH. Jsou také navrženy k celosvětové regulaci v rámci Stockholmské úmluvy.